# Nelson McCormick
Nelson McCormick ist ein Regisseur, Produzent und Drehbuchautor von Fernsehserien und Kinofilmen.

## Karriere
Er arbeitete zunächst als Kameramann bei Gefechtseinsätzen, dabei dokumentierte er Luftkämpfe und Rettungsaktionen. Für seine Arbeit wurde McCormick mehrmals von der US-Armee mit Belobigungen ausgezeichnet.
Danach führte er Regie bei Werbespots der Firmen Nike, Airwalk, Masterlock und Rock the Vote. 2005 arbeitete Nelson McCormick als Produzent und Regisseur für die Fernsehserie Over There – Kommando Irak, die vom Fernsehsender FX Networks ausgestrahlt wurde.

## Filmografie (Auswahl)
Kino
- 2008: Prom Night
- 2009: Stepfather

Fernsehserien
- 2001–2002: Sheena – Königin des Dschungels (Sheena)
- 2002–2006: Emergency Room – Die Notaufnahme (ER)
- 2002–2003: Alias – Die Agentin (Alias)
- 2003: CSI: Vegas
- 2003–2006: Nip/Tuck – Schönheit hat ihren Preis (Nip/Tuck)
- 2004–2005: Cold Case – Kein Opfer ist je vergessen (Cold Case)
- 2005: Dr. House (House, M.D.)
- 2005: Over There – Kommando Irak (Over There)
- 2005–2006: The West Wing – Im Zentrum der Macht (The West Wing)
- 2005–2009: CSI: NY
- 2006–2011: The Closer
- 2006: Vanished
- 2006: The Evidence
- 2007–2017: Prison Break
- 2009–2012: Southland
- 2009: Trust Me
- 2009–2020: Criminal Minds
- 2018: The Rookie
- 2020: Hunters
- seit 2020: Lovecraft Country (Fernsehserie)